# سانی‌ساید (مجموعه تلویزیونی)
سانی‌ساید ( به انگلیسی: Sunnyside) یک سریال کمدی موقعیت آمریکایی است که توسط کال پن و مت موری ساخته شده است. این سریال در تاریخ ۲۶ سپتامبر ۲۰۱۹ از شبکه ان‌بی‌سی پخش شد.  این سریال توسط شرکت‌های پنتر کو، فرمولون ، تری آرتس انترتینمنت با همکاری یونیورسال تلویژن تهیه می‌شود. 
در ۱۵ اکتبر ۲۰۱۹، اعلام شد که شبکه NBC قسمت‌های بیشتری از این سریال را از پخش خارج کرده است و فصل یازدهم و پایانی سریال ویل و گریس که در ابتدا برای اواسط فصل در نظر گرفته شده بود، در زمان مقرر خود پخش شد. این اولین لغو پخش سریال از شبکه تلویزیونی در فصل تلویزیونی 2019-2020 بود که طی آن، این سریال از برنامه پربیننده NBC حذف شد و قسمت‌های باقی‌مانده به صورت آنلاین در اپلیکیشن NBC/NBC.com و سایر پلتفرم‌های ویدیوی درخواستی منتشر شدند. 

## داستان
این سریال که در سانی‌ساید، کوئینز در شهر نیویورک اتفاق می‌افتد، داستان گرت مودی، یک عضو سابق شورای شهر نیویورک را دنبال می‌کند که در مواجهه با مهاجرانی که به کمک او نیاز دارند و در جستجوی رویای آمریکایی هستند، به رسالت خود پی می‌برد.